# Stelletta clarella
Stelletta clarella är en svampdjursart som beskrevs av de Laubenfels 1930. Stelletta clarella ingår i släktet Stelletta och familjen Ancorinidae. Inga underarter finns listade i Catalogue of Life.